# Saint-Quirin
Saint-Quirin är en kommun i departementet Moselle i regionen Grand Est (tidigare regionen Lorraine) i nordöstra Frankrike. Kommunen ligger i kantonen Lorquin som tillhör arrondissementet Sarrebourg. År 2022 hade Saint-Quirin 693 invånare.

## Befolkningsutveckling
Antalet invånare i kommunen Saint-Quirin
| Referens: INSEE |